# Slaterocoris hirtus
Slaterocoris hirtus är en insektsart som först beskrevs av Knight 1938.  Slaterocoris hirtus ingår i släktet Slaterocoris och familjen ängsskinnbaggar. Inga underarter finns listade i Catalogue of Life.